# Stobbe Kálmán
Stobbe Kálmán, Stobbe Kálmán Miklós (Kolozsvár, 1883. október 5. – Budapest, Ferencváros, 1936. március 1.) magyar építőmester, labdarúgó, sportvezető, díszlettervező.

## Élete
Stobbe Adolf és Rogel Mária fiaként született. Az 1890-es években a kolozsvári Református kollégium tanulója volt. 1912. szeptember 26-án Budapesten, a Józsefvárosban feleségül vette Gőth Ilonát, Gőth Ede és Hoffmann Lujza leányát.
Az első világháborúban, mint tartalékos főhadnagy, a 26. gyalogezred 6. századának magyar tagjaként 1915 év elején hadifogságba esett. Vitézségéért ugyanez év márciusában a király dicsérő elismerését kapta.
1936. március 1-én, több hónapos betegségét (gyomorrák) követően, életének 53. évében halt meg. Március 4-én temették, ahol Pogány Sándor honvéd őrnagy mondott gyászbeszédet.

### Építőmesterként
1904-ben a Kecskeméti Iparos-Otthon tervezésére hirdetett pályázatra készített tervét megvételre ajánlották.
1933-ban az Ipartestület elöljáróságába került. Hosszú tagsága alatt számos, nagyobb szabású építkezést hajtott végre.

### Labdarúgóként
1897 februárjában a Millenáris pályán Hajós Alfréd, Bauer Rezső, Manno Miltiades, Coray Artúr és a többiek társaságában labdával edzett.
1922–1925 között a III. osztályú bajnokság névadójaként szerepelt.

#### Bajnokságok
1902. Budapesti Torna Club (BTC) a magyar bajnokság első győztese. A BTC csapata a bajnokságban 4 magyar csapattal 7 ízben mérkőzött, mindannyiszor győztes eredménynyel. Egy alkalommal kapott játéklehetőséget.

### Sportvezetőként
Stobbe Ferenc testvérével a Ferencvárosi BTC alapító tagjai közé tartoztak.
Alapító tagja az 1910. november 6-án alakult Rákosszentmihályi Sport Clubnak.
A Magyar Labdarúgó-szövetség (MLSZ) megbízásából 1910-ben egy válogatott összeállítását segítő válogató bizottság tagja: Stobbe Kálmán, Kiss Gyula, Löwenrosen Károly, Malaky Mihály és Minder Frigyes szövetségi kapitány voltak.
Az MLSZ megbízásából 1921-ben kettő válogatott összeállítását segítő válogató bizottság tagja: Neuwelt Emil, Vámos Soma, Pártos Gyula/Stobbe Kálmán, Mamusich Mihály és a szövetségi kapitány Kiss Gyula.
| Időpont          | Helyszín                        | Mérkőzés típusa                   | Mérkőzés                     | Játékvezető        | Eredmény | Nézők száma |
| ---------------- | ------------------------------- | --------------------------------- | ---------------------------- | ------------------ | -------- | ----------- |
| 1910. május 26.  | Millenáris Sportpálya, Budapest | 26. válogatott mérkőzés           | Magyarország–Olaszország     | Hugo Meisl         | 2 – 0    | 12 000      |
| 1921. június 5.  | Hungária krt. Stadion, Budapest | 78. válogatott mérkőzés           | Magyarország–Németország     | Heinrich Retschury | 3 – 0    | 30 000      |
| 1921. június 26. | Üllői úti Stadion , Budapest    | nem hivatalos válogatott mérkőzés | Magyarország–Dél-Németország | Hans Schmidt       | 3 – 0    | 25 000      |

## Emlékezete
- Neve szerepel az eredetileg az első világháborúban hősi halált halt rákosszentmihályi sportemberek tiszteletére 1922-ben felállított és az 1980-as évekre jelentősen megrongálódott emlékművön. Mivel az eredeti neveket akkor – egészen 2009-ig – nem tudták rekonstruálni, az utólagosan, 1983-ban a Rákosszentmihályi Sportbarátok Köre által elhelyezett táblára azok nevét vésték, akik a 20. században sokat tettek Rákosszentmihály sportjáért.[9][10]